# Exopristus
Exopristus is een geslacht van vliesvleugeligen uit de familie Torymidae. De wetenschappelijke naam van dit geslacht is voor het eerst geldig gepubliceerd in 1923 door Ruschka.

## Soorten
Het geslacht Exopristus is monotypisch en omvat slechts de volgende soort:
- Exopristus trigonomerus (Masi, 1916)